# Ergänzungs-Jagdgeschwader
Ergänzungs-Jagdgeschwader (EJG) jednostka treningu operacyjnego Luftwaffe, która była częścią większego Jagdgeschwader.

## Ergänzungs-Jagdgeschwader 1

### Geschwaderkommodore
- Oberst Viktor Bauer, 1 grudnia 1944 – 8 maja 1945

## Ergänzungs-Jagdgeschwader 2

### Geschwaderkommodore
- Oberstleutnantt Werner Andres, 2 listopada 1944 – 25 kwietnia 1945